# Opuntia tehuacana
Opuntia tehuacana är en kaktusväxtart som beskrevs av S. Arias och U. Guzmán. Opuntia tehuacana ingår i släktet fikonkaktusar, och familjen kaktusväxter. Inga underarter finns listade i Catalogue of Life.